# Peter Hognestad
Peter Hognestad, född 12 november 1866, död 1 september 1931, var en norsk teolog.
Hognestad blev professor i Gamla testamentets exegetik vid menighetsfakultetet i Oslo 1908 och biskop i Bergen 1916. Han var som teolog konservativ och företrädde på olika områden norsk nationalism men var samtidigt en av dem som tidigast anslöt sig till de kyrkliga enhetssträvandena, bland annat som president i norska avdelningen av Allmänkyrkliga världsförbundet.